# Школа Ша-Фут-Фань
Школа Ша-Фут-Фань, "Клан п'яти бойових котів" —  необуддистька школа кунг-фу.
Хоча це школа бойових мистецтв, вона нерозривно пов'язана з необуддистським віровченням "Білого Лотоса". Мета навчання не обмежується фізичним розвитком, а охоплює й духовний ріст, що, за словами засновників, готує учнів до "боротьби за духовність".

## Історія
Згідно з офіційною інформацією "Білого Лотоса", школа кунг-фу "Ша-Фут-Фань" має надзвичайно давню історію, що сягає понад 7000 років тому і бере свій початок у Лаосі. Засновником школи називають Великого Ланг Со, якого позиціонують як "посланця Богів з далекої зірки Сиріус". Ця легендарна історія підкреслює глибокі, езотеричні корені та знання, які нібито передаються в школі.
В Україні школа Ша-Фут-Фань офіційно існує з початку 1980-х років. Її головою та Преподобним Учителем-Провідником, аж до його смерті у 2021 році, був Володимир Іванович Скубаєв. Саме під його керівництвом у Черкасах було збудовано унікальний для Європи буддійський Храм бойових мистецтв "Білий Лотос", що став центральним осередком школи.
Назва "Ша-Фут-Фань" перекладається як "Клан п'яти бойових котів". Ця назва символізує п'ятьох представників сімейства котячих: тигра, леопарда, ягуара, пантеру та чорного кота. Кожен з них, імовірно, уособлює певні аспекти бойових мистецтв, характеристики або принципи, що вивчаються в школі.

## Віровчення
Віровчення "Білого Лотосу" ґрунтується на східних релігійних навчаннях буддійського спрямування, але його часто називають "псевдобуддизмом". Це означає, що, хоча організація використовує буддійську термінологію, символіку та естетику, її доктрина є дуже еклектичною. Вона поєднує елементи традиційного буддизму з іншими філософськими та релігійними течіями, а також з оригінальними ідеями самого Скубаєва. Наприклад, деякі критичні джерела вказують на твердження про те, що Будда був родом з України або що Черкаси є центром стародавньої цивілізації.
У громаді існує дуже жорстка внутрішня структура та сувора дисципліна, де "вчитель є абсолютним авторитетом". Це може створювати залежність послідовників від керівництва.
Учні освоюють техніки кунг-фу, а також "старий" та класичний тайський бокс (муай тай). Зазначається, що багато прийомів школи є "далеко не спортивними" і відпрацьовуються на спеціальних манекенах, акцент робиться на "життєвості техніки для бою".
Школа обіцяє передачу давніх знань і традицій у "неспотвореному, чистому вигляді", що включає цілісну систему оздоровлення.

## Структура
Головний центр школи Ша-Фут-Фань знаходиться у Черкасах, на території храму "Білий Лотос". Однак філії школи, як стверджується, діють у всіх великих містах України, що свідчить про її поширення.

## Критика
Як і сам "Білий Лотос", школа Ша-Фут-Фань викликає неоднозначні оцінки. Хоча прихильники бачать у ній унікальне джерело давніх знань та ефективних бойових практик, критики часто розглядають її як частину "секти", вказуючи на культ особистості засновника, закритість частини інформації та навчання та неортодоксальне віровчення, яке змішує різні релігійні та філософські традиції.